# Laura Adriana Oropeza Ramos
Laura Adriana Oropeza Ramos es una ingeniera mecánica mexicana. Es considerada pionera en el desarrollo de microsistemas BIO, ha trabajado en microcircuitos de carbono y alótropos, microfluídica y dispositivos carbon-MEMS. 

## Biografía
La ingeniera es egresada de la Facultad de Ingeniería de la Universidad Nacional Autónoma de México y estudio un doctorado en la Universidad de California, Santa Bárbara.
Durante la pandemia por COVID-19 desarrolló un proyecto para la detección de SARS-CoV-2, para extraer gotas de fluidos biológicos de la población y transferirlos a pequeños canales a sistemas ópticos y eléctricos para detectar el virus. Su trabajo en microplomería se enfoca en miniaturizar los procesos en pequeños insumos usados en laboratorios.
Actualmente dirige el Laboratorio de Micro-Sistemas BioMEMS y Lab on a Chip en la Facultad de Ingeniería, en donde desarrollan proyectos para la detección de patógenos, con el objetivo de que puedan emplearse en zonas sin infraestructura hospitalaria.

## Publicaciones
- Robust micro-rate sensor actuated by parametric resonance. Sensors and Actuators (2009).
- Inherently robust micro gyroscope actuated by parametric resonance (2008).